# Lussant
Lussant és un municipi francès del departament del Charente Marítim, a la regió de la Nova Aquitània. L'any 2007 tenia 899 habitants.

## Demografia

### Població
El 2007 la població de fet de Lussant era de 899 persones. Hi havia 346 famílies de les quals 84 eren unipersonals (44 homes vivint sols i 40 dones vivint soles), 115 parelles sense fills, 131 parelles amb fills i 16 famílies monoparentals amb fills.
La població ha evolucionat segons el següent gràfic:
Habitants censats

### Habitatges
El 2007 hi havia 399 habitatges, 360 eren l'habitatge principal de la família, 13 eren segones residències i 27 estaven desocupats. 381 eren cases i 17 eren apartaments. Dels 360 habitatges principals, 284 estaven ocupats pels seus propietaris, 71 estaven llogats i ocupats pels llogaters i 4 estaven cedits a títol gratuït; 1 tenia una cambra, 11 en tenien dues, 53 en tenien tres, 106 en tenien quatre i 188 en tenien cinc o més. 300 habitatges disposaven pel capbaix d'una plaça de pàrquing. A 156 habitatges hi havia un automòbil i a 183 n'hi havia dos o més.

### Piràmide de població
La piràmide de població per edats i sexe el 2009 era:
| Homes | Edats   | Dones |
| ----- | ------- | ----- |
| 0     | 95 o +  | 0     |
| 0     | 90 a 94 | 0     |
| 4     | 85 a 89 | 4     |
| 8     | 80 a 84 | 4     |
| 8     | 75 a 79 | 20    |
| 8     | 70 a 74 | 8     |
| 32    | 65 a 69 | 32    |
| 24    | 60 a 64 | 24    |
| 20    | 55 a 59 | 32    |
| 16    | 50 a 54 | 24    |
| 20    | 45 a 49 | 20    |
| 32    | 40 a 44 | 32    |
| 52    | 35 a 39 | 24    |
| 24    | 30 a 34 | 28    |
| 40    | 25 a 29 | 24    |
| 16    | 20 a 24 | 28    |
| 20    | 15 a 19 | 16    |
| 24    | 10 a 14 | 36    |
| 20    | 5 a 9   | 44    |
| 48    | 0 a 4   | 8     |

## Economia
El 2007 la població en edat de treballar era de 571 persones, 428 eren actives i 143 eren inactives. De les 428 persones actives 394 estaven ocupades (217 homes i 177 dones) i 34 estaven aturades (11 homes i 23 dones). De les 143 persones inactives 52 estaven jubilades, 44 estaven estudiant i 47 estaven classificades com a «altres inactius».

### Ingressos
El 2009 a Lussant hi havia 372 unitats fiscals que integraven 937,5 persones, la mediana anual d'ingressos fiscals per persona era de 15.792 €.

### Activitats econòmiques
Dels 44 establiments que hi havia el 2007, 1 era d'una empresa extractiva, 3 d'empreses alimentàries, 1 d'una empresa de fabricació d'elements pel transport, 8 d'empreses de construcció, 9 d'empreses de comerç i reparació d'automòbils, 3 d'empreses de transport, 2 d'empreses d'hostatgeria i restauració, 1 d'una empresa d'informació i comunicació, 1 d'una empresa financera, 1 d'una empresa immobiliària, 6 d'empreses de serveis, 3 d'entitats de l'administració pública i 5 d'empreses classificades com a «altres activitats de serveis».
Dels 13 establiments de servei als particulars que hi havia el 2009, 1 era una oficina de correu, 2 tallers de reparació d'automòbils i de material agrícola, 1 paleta, 1 guixaire pintor, 2 fusteries, 2 lampisteries, 1 electricista, 1 perruqueria, 1 restaurant i 1 agència immobiliària.
Dels 4 establiments comercials que hi havia el 2009, 1 era una botiga de menys de 120 m², 2 fleques i 1 una carnisseria.
L'any 2000 a Lussant hi havia 17 explotacions agrícoles que ocupaven un total de 533 hectàrees.

## Equipaments sanitaris i escolars
El 2009 hi havia una escola elemental integrada dins d'un grup escolar amb les comunes properes formant una escola dispersa.

## Poblacions més properes
El següent diagrama mostra les poblacions més properes.